# Tromsø Idrettslag
El Tromsø I.L. és un club noruec de futbol de la ciutat de Tromsø.

## Història
El club va ser fundat el 15 de setembre de 1920 amb el nom de Tromsø Turnforenings Fotballag (en català, Equip Tromsø Gimnàstic Futbol Associació), també conegut com a Turn. El 1930 canvià el seu nom per Tromsø Idrettslag. Un any més tard adoptà el nom Tor. El seu primer títol fou la Copa de Noruega del Nord el 1931. El 1932 una prohibició de la federació tornà al club el seu nom Tromsø Idrettslag. Dos noves copes del nord arribaren els anys 1946 i 1956. A nivell nacional el seu primer títol fou la copa de 1986, que repetí el 1996.

## Jugadors destacats
- Per Mathias Høgmo (1984-1985, 1986-1989)
- Bjarte Flem (1985-1989, 1991)
- Steinar Nilsen (1989-1997, 2003-2004)
- Bjørn Johansen (1987-1992, 1995-1999, 2002-2005)
- Einar Rossbach (1990)
- Morten Pedersen (1992-1996, 2003-2007)
- Tore André Flo (1995)
- Ole Martin Årst (1995-1997, 2003-2007)
- Rune Lange (1997-2000)
- Morten Gamst Pedersen (2000-2004)
- Karim Essediri (2001-2005)
- Patrice Bernier (2004-2007)
- Lars Hirschfeld (2005)

## Palmarès
- Copa de Noruega del Nord de futbol (3): 1931, 1949, 1956
- Copa noruega de futbol (2): 1986, 1996